# L'Or à l'appel
L'Or à l'appel est une émission de télévision française de divertissement présentée par Vincent Lagaf’, sur un concept de Guy Lux et Claude Savarit. Le lieu de tournage est à Bry-sur-Marne au studio B6 de la SFP (2, avenue de l’Europe).

## Principe
Deux équipes, les « Bleus » et les « Blancs », composées de trois candidats (une femme et deux hommes), s’affrontent pendant 40 minutes dans des épreuves loufoques (Alphaboum, Le pête-ballons, Le coup du bélier, Couscous garni, La tour infernale...) pour dévoiler un numéro de téléphone. En fin d’émission, les téléspectateurs appellent ce numéro et celui qui est sélectionné à l’antenne remporte 10 000 francs (1 524 euros). Il peut aussi gagner la cagnotte du jour en répondant à une question de culture générale.

## Diffusion
Le jeu a été diffusé sur TF1 en semaine à 19 h 5 en direct et en présence d’un public de 200 personnes environ, du lundi 25 mars 1996 au vendredi 27 juin 1997. Il a été arrêté après un peu plus d’un an, soit 272 émissions et deux saisons (mars à juin 1996 et septembre 1996 à juin 1997).
Initialement, le jeu présentait une coupure publicitaire, juste après le troisième « Vrai-Faux ». À partir du lundi 3 juin 1996, le jeu est interrompu par deux pages de publicité, dont la première est lancée avant la 1re manche. Quelques semaines avant l’arrêt définitif de l’émission, la deuxième coupure publicitaire est supprimée.
Lors des vacances d’été 1996, L’Or à l’appel est remplacé par un autre jeu, « La chanson trésor », présenté par C. Jérôme et Alexandra Bronkers, du 1er juillet au 30 août 1996.

## Le déroulement du jeu
Le jeu est composé de quatre manches qui permettent de dévoiler successivement les quatre derniers chiffres du numéro de téléphone que les téléspectateurs pourront appeler en fin d’émission. Les trois premières manches sont jouées par les équipes de candidats. Elles sont chacune composées d’un premier jeu où les deux équipes s’affrontent, puis d’un quiz « Vrai-faux » et d’un troisième jeu « Le chiffre » joués par l’équipe gagnante du premier jeu.

### 1remanche

#### Jeu de sélection
Il s’agit toujours d’un jeu « explosif » : des candidats doivent manipuler des objets, souvent de taille disproportionnée, qui contiennent un pétard. Certains de ces objets explosent, d’autres pas. Il peut s’agir d’œufs, de fleurs, de notes de musique, de cartes à jouer, de pizzas, d’extra-terrestres, etc.
Par exemple, dans le jeu « Choucroute garnie », un candidat doit apporter des saucisses pour constituer un plat géant de choucroute. Chaque saucisse est allumée par le candidat avec une flamme, puis il doit effectuer un parcours d’obstacles pour rejoindre l’assiette. Mais si la saucisse explose, elle est perdue et n’est donc pas comptabilisée.
Dans le jeu « Ça mord ou ça pète », un candidat doit attraper des poissons avec une canne à pêche. Le fait d’attraper le poisson déclenche ou non un système qui fera exploser le dit poisson, qui sera alors perdu.

#### Le Vrai-Faux
L’équipe ayant gagné le premier jeu accède au « Vrai-Faux », un quiz de sept questions permettant de cumuler du temps pour jouer au jeu suivant (1 min 10 s maximum). Très souvent les questions sont choisies autour d’un thème annoncé par l’animateur.

#### Le Chiffre: «L'anagramme»
Les Gafettes se présentent avec chacune une lettre à sa taille. Le candidat, disposant du temps acquis lors du « Vrai-Faux », doit former le mot qui peut être composé avec ces six lettres. Si le candidat trouve ce mot, les Gafettes se retournent : elles portent alors des chiffres et des signes mathématiques : l’opération ainsi constituée, dans le bon ordre, révèle le premier des quatre derniers chiffres du numéro de téléphone. L’équipe, quant à elle, gagne alors 6 000 francs (environ 915 euros).
Si le candidat ne trouve pas le mot, les Gafettes repartent sans révéler l’opération mathématique et le chiffre manquant sera à deviner par le téléspectateur (il aura également la possibilité d’obtenir des indices par minitel).
Généralement, le mot à trouver est dévoilé discrètement lors de plaisanteries de Vincent Lagaf'.

### 2emanche

#### Jeu de sélection
Les jeux de la deuxième manche sont beaucoup plus variés. Il s’agit toujours de confronter les deux équipes pour remporter la manche et gagner 6 000 francs supplémentaires. Certains jeux sont des épreuves de vitesse, d’autres des épreuves de force, ou encore des épreuves d’agilité.
Dans « Le tunnel élastique », les deux équipes doivent parcourir au plus vite un labyrinthe constitué de centaines de cordes élastiques entremêlées. L’équipe dont les trois candidats sortent du labyrinthe gagne la manche.
Dans le jeu « Prise de tête », un candidat de chaque équipe voit sa tête couverte par une prise électrique géante qui représente la prise d'un aspirateur. Ne voyant plus rien, il doit retrouver la prise de courant et s’y brancher, à l’aide des conseils d’orientation d'un autre candidat de l’équipe. Celui qui y arrive le premier fait gagner son équipe.

#### Le Vrai-Faux
L’équipe sélectionnée joue au deuxième « Vrai-Faux ». Il est toujours question de cumuler du temps pour le jeu suivant. 30 secondes sont offertes et le candidat peut cumuler 1 minutes 10 supplémentaires.

#### Le Chiffre: la «Cage aux Chansons»
L’un des candidats de l'équipe est enfermé dans une grande cage ronde. Cinq tubes néons l’empêchent de sortir. Il doit trouver le titre de cinq chansons pour en sortir. Chaque extrait de chanson dure 10 secondes. Si le candidat trouve le titre, un tube néon est retiré, s’il donne une mauvaise réponse, on retire dix secondes au temps cumulé. Si le candidat gagne, il court vers un panneau d'affichage et en ouvre le store : le deuxième chiffre du numéro de téléphone est ainsi révélé. S’il échoue, le numéro reste inconnu.

### 3emanche

#### Jeu de sélection
Les deux équipes s’affrontent une dernière fois mais ici il s’agit souvent de jeux où un candidat est attaché à un système d'élastiques et se retrouve en suspension, évoluant seul ou aidé de ses coéquipiers pour réaliser le jeu.
Dans le jeu « Hélicococo » un candidat suspendu tient un grand filet à papillon. Ses coéquipiers lui envoient des hélicoptères à l’aide d'un lanceur à ficelles, il doit alors en attraper le plus possible.
Dans le jeu « L’amour donne des ailes » une façade d’immeuble à trois étages est représenté, et à la fenêtre de chaque étage se trouve une Gafette. Le candidat suspendu doit donner successivement une bouquet de fleurs à chaque Gafette, puis deux, puis trois... Il ne peut pas donner un deuxième bouquet à une Gafette si les autres n’en ont pas déjà eu un. On comptabilise le nombre de fleurs données à la fin du temps imparti.
Certains jeux « à élastiques » peuvent également se retrouver dans d'autres manches. Par exemple le jeu « Avec ou sans sucre » combine des sucres explosifs, un candidat suspendu doit attraper ces sucres pour les déposer dans une tasse, avec l’aide de son coéquipier, chaque sucre explosant est perdu, sinon il est gagné si le candidat arrive à le déposer dans la tasse.
La troisième manche peut aussi proposer d’autres types de jeux sans élastiques, comme le « Tenez bon » où un candidat de chaque équipe tient une pile d’assiettes dans la paume de sa main, bras tendu. Un candidat de l’équipe adverse ajoute successivement des assiettes à la pile. Le premier qui lâche la pile fait perdre son équipe. Dans « Toupie or not toupie », chaque équipe doit constituer un château de cartes géantes dans un temps imparti... tout en maintenant une toupie en équilibre à quelques mètres de là sur un comptoir. Au début du jeu, la toupie est lancée avec deux impulsions, puis les candidats n'ont le droit qu'à une impulsion à chaque fois pour la maintenir en rotation. Si la toupie s’arrête, l’équipe est disqualifiée. À la fin du temps imparti, si les toupies ne sont pas tombées, on compte le nombre de cartes de chaque château. Celui contenant le plus de cartes fait gagner l’équipe l’ayant réalisé.

#### Le Vrai-Faux
L’équipe gagnante de la manche joue au dernier « Vrai-Faux » pour collecter jusqu’à 1 minutes 10 qui s’ajouteront aux 30 secondes du jeu suivant.

#### Le Chiffre: le jeu animalier
Cet ultime jeu faisant participer les équipes propose des épreuves avec des animaux dressés : des cacatoès faisant du vélo, des chiens exécutant un parcours d’obstacles, d’autres rapportant des journaux ou entrainant un troupeau de moutons d’un bout à l'autre du studio. Le but est toujours de trouver l’animal ou l’objet apporté par l’animal qui détient la clé permettant d’ouvrir le panneau du troisième chiffre du numéro de téléphone.

### 4emanche: «l’Énigme»
Dans cette dernière manche, c’est l’animateur qui raconte une histoire drôle. Dans cette histoire se cache le dernier chiffre du numéro de téléphone à trouver, présenté sous forme de devinette « Le chiffre de l’énigme correspond à... » (il peut s’agir d’un nombre de personnages, d’une heure, etc.).
Du 25 mars au 17 mai 1996, l'animateur lance un chrono de 45 secondes en demandant de brancher la prise qui se trouve au fond du décor. Du 20 mai 1996 au 27 juin 1997, à la suite de l'engorgement des réseaux, l'animateur lançait un dé juste avant le début du chrono qui passe alors à 50 secondes.(voir rubrique "Engorgement des réseaux".)
Le premier téléspectateur qui trouve le bon numéro fait sonner le téléphone géant du studio dont le combiné se soulève avec des jets d'artifices.
Vincent Lagaf' demande alors au téléspectateur sélectionné de donner soit le numéro entier, soit le dernier chiffre. Le candidat doit ensuite choisir une couleur parmi celles d'un arc-en-ciel présenté à l'image.
Il y avait le choix entre 6 couleurs : rouge, orange, jaune, vert, bleu, et blanc. Chaque couleur était également représentée par un téléphone S63 à touches porté par chacune des Gaffettes, ainsi qu'une enveloppe contenant un thème.
La liste de thèmes était la suivante :
- Arts et littérature
- Cinéma et télévision
- Géographie
- Histoire
- Nature
- Sports

A noter que les thèmes changent de couleur à chaque émission.
Le candidat doit alors répondre à une question du thème proposé. Il a 10 secondes pour donner une seule réponse. Si deux réponses sont données par ce dernier, seule la première réponse est acceptée, même si la bonne réponse a été dite en deuxième. Si le candidat donne une bonne réponse, il décroche la cagnotte. Dans le cas contraire, elle n'est pas décrochée.
La cagnotte de départ est de 20 000 F. (auxquels il faut ajouter les 10 000 F du coup de téléphone). Elle augmente de 10 000 F par jour jusqu'au jour où elle est gagnée. Une fois remportée, la cagnotte revient à son montant de départ.

## Un téléphone géant et un écran à leds

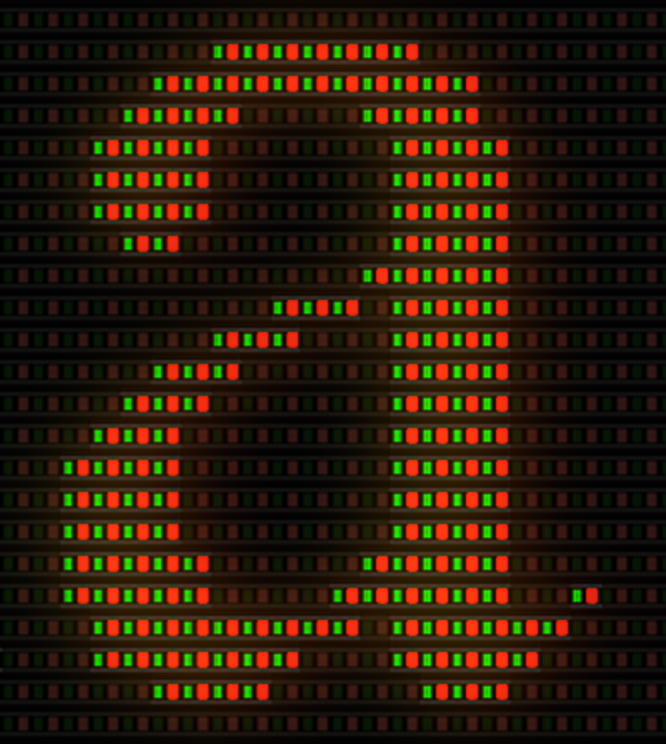
Reproduction partielle de l'écran à leds, ici d'une résolution équivalente à 22 x 23 pixels.

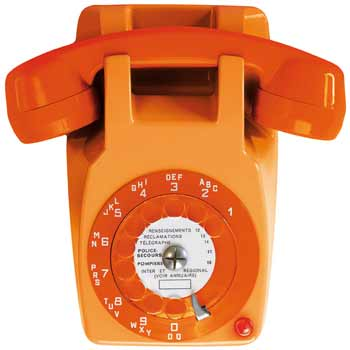
Poste téléphonique S63.

Le décor de l'émission comprenait un téléphone à clavier de neuf touches, inspiré des téléphones des années 60-80, comme le téléphone S63 (voir photo). Sa hauteur était de 4,40 mètres environ, et elle atteignait 6 mètres lorsque le combiné était levé.
Il possédait l'un des tout premiers écrans à leds utilisés à la télévision : le  panneau était composé de diodes rouges et vertes (la diode bleu en était encore à sa mise au point dans les années 90). Diodes allumées, l'affichage donnait une couleur ambre. Piloté par ordinateur, l'écran équivalait à une résolution d'image de 192 x 48 pixels (chaque pixel était composé d'une diode verte et d'une diode rouge). Il permettait l'affichage du titre de l'émission, du numéro de téléphone à composer, des sommes d'argent à gagner, de mots ou de phrases, ainsi que des transitions animées entre tous ces éléments.

## Les Gafettes
Ce sont six jeunes filles qui dansent, aident Lagaf' au déroulement des jeux et présentent le jeu audiotel. Elles se nomment Line, Rosa, Djamila dite Djémie, Hilde, Clarisse et Gwen qui sera remplacée par Cynthia. Line, Rosa, Djamila et Clarisse seront également Gafettes dans Le Bigdil.

## Succès du jeu et incidence sur les réseaux téléphoniques

### Des appels par centaines de milliers
Chaque soir, plusieurs centaines de milliers de téléspectateurs appelaient le numéro de téléphone du jeu.
Le réseau mis en place pour l'émission par France Télécom était une première mondiale.
Mais au début du mois de mai 1996, alors que la cagnotte proposée dépassait les 100 000 francs, deux incidents du réseau téléphonique ont empêché la sélection d’un téléspectateur à l’antenne.
À la suite du deuxième incident le vendredi 10 mai 1996, un haut cadre de France Télécom viendra sur le plateau en début d'émission, sommé de s'expliquer publiquement sur les raisons de la panne.

### Engorgement des réseaux
La cagnotte ne cessant d’augmenter, de plus en plus de téléspectateurs appellent l’émission chaque soir, et de nombreux réseaux téléphoniques en France tombent alors en panne lors du pic d’appels en raison d’un engorgement très important, et certaines communes se voient privées de communication téléphonique pendant de longues minutes.
Le lundi 20 mai 1996, une nouvelle règle de sélection est introduite pour résoudre le problème : après « L’énigme », l’animateur lance un dé. Si le chiffre affiché par le dé est pair, seuls les téléspectateurs dont le numéro de téléphone se termine par un chiffre pair pourront téléphoner, et inversement si c’est un chiffre impair, seuls ceux dont le numéro de téléphone se termine par un chiffre impair pourront appeler. En réalité, tous les téléspectateurs peuvent continuer d’appeler, mais le téléspectateur qui ne respectera pas la règle de sélection ne gagnera ni les 10 000 francs ni la cagnotte.

## Faits marquants
Plusieurs événements importants se sont déroulés durant la diffusion de l'émission :
- Le mardi 28 janvier 1997, au moment où le téléphone géant du plateau sonne en fin d’émission, son combiné se soulève, mais quelques secondes plus tard, il retombe lourdement et des morceaux de plexiglas se décrochent. Il n’y a pas eu de blessé.
- La « fraude à l'appel » d'un groupe de téléspectateurs ayant profité de relations très bien placées dans le milieu des télécoms pour appeler prioritairement devant les autres appels téléphoniques[2]. Le montant de la fraude s’élèverait à 1 220 382,93 francs (187 751 €).

- Jacques Chirac était intervenu avant 20 h un jour de diffusion de L’Or à l’appel. L’émission a été interrompue.
- Durant la première semaine des vacances de Printemps (zone C), du 7 au 11 avril 1997, les émissions n’étaient pas en direct. C’est alors une personne du public qui pouvait remporter les 10 000 francs.
- Le 3 mai 1996, lors du jeu du « mot », une candidate a reconstitué à partir des lettres Q-E-R-N-I-U le mot NIQUER. Il fallait en réalité trouver le mot REQUIN.
- Une panne de courant dans le studio de la SFP à Bry-sur-Marne qui interrompit le direct. La régie finale de TF1 diffusa des clips en attendant le retour du signal du studio de l'Or à l'Appel.
- Le 28 mai 1996, lors du jeu de la Choucroute où un candidat doit amener des saucisses géantes explosives dans une fausse choucroute géante, une saucisse explose à la figure d'une candidate, Josiane, qui soutenait son coéquipier. Si la blessure est sans gravité, la mésaventure de Josiane fera rire Lagaf' et le plateau jusqu'à la fin de l'émission. Près de 20 ans après, Josiane participe à nouveau à un jeu de Lagaf', Le Juste Prix[3].